# Coppa del Mondo di sci d'erba
La Coppa del Mondo di sci d'erba è organizzata dalla Federazione Internazionale Sci (FIS), dal 2000 durante i mesi estivi nell'emisfero settentrionale. Finora gare di Coppa sono state disputate in sei paesi diversi. La maggior parte degli eventi si terranno in Europa (Italia, Repubblica Ceca, Austria e Svizzera). Ci sono anche regolarmente eventi di Coppa del Mondo a Dizin in Iran. La prima gara di Coppa del Mondo è stata disputata nel maggio 2000 a Bursa in Turchia, dove non si è più gareggiato successivamente. Prima dell'introduzione della Coppa del Mondo ha avuto luogo dal 1971 al 2000 la Coppa Europa di sci d'erba.

## Vincitori
Gli atleti di maggior successo nella Coppa del Mondo di sci d'erba sono: l'austriaca Ingrid Hirschhofer e il ceco Jan Nemec. Ingrid Hirschhofer ha vinto otto volte la Coppa del Mondo (dal 2002 al 2009 consecutivamente), Jan Nemec nove volte tra il 2002 e il 2011.
| Stagione | Assoluta        | Assoluta  | Assoluta           | Assoluta   | Juniores        | Juniores  | Juniores          | Juniores  |
| Stagione | Uomini          | Uomini    | Donne              | Donne      | Uomini          | Uomini    | Donne             | Donne     |
| Stagione | Vincitore       | Nazionale | Vincitrice         | Nazionale  | Vincitore       | Nazionale | Vincitrice        | Nazionale |
| -------- | --------------- | --------- | ------------------ | ---------- | --------------- | --------- | ----------------- | --------- |
| 2000     | Stefano Sartori | Italia    | Sylva Lipčíková    | Rep. Ceca  |                 |           |                   |           |
| 2001     | Michal Mačát    | Rep. Ceca | Sylva Lipčíková    | Rep. Ceca  |                 |           |                   |           |
| 2002     | Jan Němec       | Rep. Ceca | Ingrid Hirschhofer | Austria    |                 |           |                   |           |
| 2003     | Jan Němec       | Rep. Ceca | Ingrid Hirschhofer | Austria    |                 |           |                   |           |
| 2004     | Jan Němec       | Rep. Ceca | Ingrid Hirschhofer | Austria    |                 |           |                   |           |
| 2005     | Jan Němec       | Rep. Ceca | Ingrid Hirschhofer | Austria    |                 |           |                   |           |
| 2006     | Jan Němec       | Rep. Ceca | Ingrid Hirschhofer | Austria    |                 |           |                   |           |
| 2007     | Jan Němec       | Rep. Ceca | Ingrid Hirschhofer | Austria    |                 |           |                   |           |
| 2008     | Jan Němec       | Rep. Ceca | Ingrid Hirschhofer | Austria    |                 |           |                   |           |
| 2009     | Edoardo Frau    | Italia    | Ingrid Hirschhofer | Austria    |                 |           |                   |           |
| 2010     | Jan Němec       | Rep. Ceca | Ingrid Hirschhofer | Austria    |                 |           |                   |           |
| 2011     | Jan Němec       | Rep. Ceca | Anna-Lena Portmann | Germania   |                 |           |                   |           |
| 2012     | Jan Němec       | Rep. Ceca | Zuzana Gardavská   | Rep. Ceca  |                 |           |                   |           |
| 2013     | Edoardo Frau    | Italia    | Ilaria Sommavilla  | Italia     |                 |           |                   |           |
| 2014     | Edoardo Frau    | Italia    | Barbara Mikova     | Slovacchia |                 |           |                   |           |
| 2015     | Stefan Portmann | Svizzera  | Kristin Hetfleisch | Austria    |                 |           |                   |           |
| 2016     | Michael Stocker | Austria   | Barbara Mikova     | Slovacchia |                 |           |                   |           |
| 2017     | Edoardo Frau    | Italia    | Jacqueline Gerlach | Austria    |                 |           |                   |           |
| 2018     | Edoardo Frau    | Italia    | Barbara Mikova     | Slovacchia |                 |           |                   |           |
| 2019     | Edoardo Frau    | Italia    | Kristin Hetfleisch | Austria    |                 |           |                   |           |
| 2020     | Martin Bartak   | Rep. Ceca | Jacqueline Gerlach | Austria    |                 |           |                   |           |
| 2021     | Hannes Angerer  | Austria   | Frikova Nikola     | Slovacchia | Filippo Zamboni | Italia    | Gasperi Ambra     | Italia    |
| 2022     | Martin Bartak   | Rep. Ceca | Eliska Rejchrtova  | Rep. Ceca  | Filippo Zamboni | Italia    | Eliska Rejchrtova | Rep. Ceca |